# Scott McKenna
Scott Fraser McKenna (Kirriemuir, 12 november 1996) is een Schots voetballer die doorgaans speelt als centrale verdediger. In juli 2025 verruilde hij Las Palmas voor Dinamo Zagreb. McKenna maakte in 2018 zijn debuut in het Schots voetbalelftal.

## Clubcarrière
McKenna speelde vanaf 2008 in de jeugdopleiding van Aberdeen. Na verhuurperiodes bij Ayr United en Alloa Athletic debuteerde hij op 6 februari 2016 in het eerste elftal, toen op bezoek bij St. Johnstone met 3–4 werd gewonnen. David Wotherspoon, Steven Anderson en Tam Scobbie scoorden voor St. Johnstone en namens Aberdeen kwam Adam Rooney tweemaal tot scoren, terwijl ook Peter Pawlett en Niall McGinn een doelpunt maakten. McKenna begon op de reservebank en hij mocht van coach Derek McInnes twee minuten voor tijd invallen voor Simon Church. In november 2016 werd de verdediger voor het restant van het seizoen gehuurd door Ayr United, dat hem dus voor de tweede maal tijdelijk overnam. McKenna tekende in maart 2018 een nieuwe verbintenis bij Aberdeen, tot medio 2023.
In de zomer van 2020 maakte McKenna voor een bedrag van circa 3,3 miljoen euro de overstap naar Nottingham Forest, waar hij zijn handtekening zette onder een verbintenis voor de duur van vier seizoenen. Aan het einde van het seizoen 2021/22 promoveerde McKenna met Nottingham naar de Premier League. Na anderhalf jaar op dat niveau werd hij voor een half seizoen verhuurd aan FC Kopenhagen. Zijn contract bij Nottingham verliep in de zomer van 2024 en hierop tekende McKenna voor drie seizoenen bij Las Palmas. Na een jaar mocht hij weer transfervrij vertrekken. Hierop tekende hij voor vier seizoenen bij Dinamo Zagreb.

## Clubstatistieken
| Seizoen | Club              | Competitie       | Competitie | Competitie | Beker | Beker | Internationaal | Internationaal | Totaal | Totaal |
| Seizoen | Club              | Competitie       | Wed.       | Dlp.       | Wed.  | Dlp.  | Wed.           | Dlp.           | Wed.   | Dlp.   |
| ------- | ----------------- | ---------------- | ---------- | ---------- | ----- | ----- | -------------- | -------------- | ------ | ------ |
| 2014/15 | Aberdeen          | Premiership      | 0          | 0          | 0     | 0     | 0              | 0              | 0      | 0      |
| 2014/15 | → Ayr United      | League One       | 12         | 0          | 0     | 0     | —              | —              | 12     | 0      |
| 2015/16 | → Alloa Athletic  | Championship     | 4          | 0          | 0     | 0     | —              | —              | 4      | 0      |
| 2015/16 | Aberdeen          | Premiership      | 3          | 0          | 0     | 0     | 0              | 0              | 3      | 0      |
| 2016/17 | Aberdeen          | Premiership      | 0          | 0          | 1     | 0     | 0              | 0              | 1      | 0      |
| 2016/17 | → Ayr United      | Championship     | 11         | 1          | 3     | 0     | —              | —              | 14     | 1      |
| 2017/18 | Aberdeen          | Premiership      | 30         | 2          | 4     | 0     | 0              | 0              | 34     | 2      |
| 2018/19 | Aberdeen          | Premiership      | 30         | 2          | 7     | 0     | 2              | 0              | 39     | 2      |
| 2019/20 | Aberdeen          | Premiership      | 24         | 1          | 5     | 0     | 6              | 0              | 35     | 1      |
| 2020/21 | Aberdeen          | Premiership      | 4          | 0          | 0     | 0     | 2              | 0              | 6      | 0      |
| 2020/21 | Nottingham Forest | Championship     | 24         | 1          | 1     | 0     | —              | —              | 25     | 1      |
| 2021/22 | Nottingham Forest | Championship     | 48         | 2          | 3     | 0     | —              | —              | 51     | 2      |
| 2022/23 | Nottingham Forest | Premier League   | 20         | 0          | 4     | 0     | —              | —              | 24     | 0      |
| 2023/24 | Nottingham Forest | Premier League   | 5          | 0          | 1     | 0     | —              | —              | 6      | 0      |
| 2023/24 | → FC Kopenhagen   | Superligaen      | 13         | 0          | 0     | 0     | 2              | 0              | 15     | 0      |
| 2024/25 | Las Palmas        | Primera División | 29         | 0          | 2     | 0     | —              | —              | 31     | 0      |
| 2025/26 | Dinamo Zagreb     | HNL              | 0          | 0          | 0     | 0     | 0              | 0              | 0      | 0      |
| Totaal  | Totaal            | Totaal           | 257        | 9          | 31    | 0     | 12             | 0              | 300    | 9      |

Bijgewerkt op 22 juli 2025.

## Interlandcarrière
McKenna maakte op 23 maart 2018 zijn debuut in het Schots voetbalelftal, toen op Hampden Park met 0–1 werd verloren van Costa Rica door een treffer van Marco Ureña. Hij mocht van bondscoach Alex McLeish in de basis beginnen en hij speelde het gehele duel mee. De andere debutanten namens Schotland waren Kevin McDonald (Fulham), Scott McTominay (Manchester United), Jamie Murphy (Rangers) en Oliver McBurnie (Barnsley). In mei 2021 werd McKenna door bondscoach Steve Clarke opgenomen in de Schotse selectie voor het uitgestelde EK 2020. Tijdens dit toernooi werd Schotland uitgeschakeld in de groepsfase na nederlagen tegen Tsjechië (0–2) en Kroatië (3–1) en een 0–0 tegen Engeland. McKenna speelde alleen tegen Kroatië mee.
In mei 2024 werd McKenna door Clarke opgenomen in de voorselectie voor het EK 2024 in Duitsland. Later werd hij ook onderdeel van de definitieve selectie voor het toernooi. Schotland werd in de groepsfase uitgeschakeld na nederlagen tegen Duitsland (5–1) en Hongarije (0–1) en een gelijkspel tegen Zwitserland (1–1). McKenna kwam op het EK in alle duels in actie. Zijn toenmalige clubgenoot Denis Vavro (Slowakije) was ook actief op het toernooi.
| Interlands van Scott McKenna voor Schotland | Interlands van Scott McKenna voor Schotland | Interlands van Scott McKenna voor Schotland | Interlands van Scott McKenna voor Schotland | Interlands van Scott McKenna voor Schotland | Interlands van Scott McKenna voor Schotland | Interlands van Scott McKenna voor Schotland |
| №                                           | Datum                                       | Wedstrijd                                   | Uitslag                                     | Competitie                                  | Goals                                       |                                             |
| Als speler bij Aberdeen                     | Als speler bij Aberdeen                     | Als speler bij Aberdeen                     | Als speler bij Aberdeen                     | Als speler bij Aberdeen                     | Als speler bij Aberdeen                     | Als speler bij Aberdeen                     |
| ------------------------------------------- | ------------------------------------------- | ------------------------------------------- | ------------------------------------------- | ------------------------------------------- | ------------------------------------------- | ------------------------------------------- |
| 1                                           | 23 maart 2018                               | Schotland – Costa Rica                      | 0 – 1                                       | Vriendschappelijk                           |                                             |                                             |
| 2                                           | 27 maart 2018                               | Hongarije – Schotland                       | 0 – 1                                       | Vriendschappelijk                           |                                             |                                             |
| 3                                           | 29 mei 2018                                 | Peru – Schotland                            | 2 – 0                                       | Vriendschappelijk                           |                                             |                                             |
| 4                                           | 2 juni 2018                                 | Mexico – Schotland                          | 1 – 0                                       | Vriendschappelijk                           |                                             |                                             |
| 5                                           | 11 oktober 2018                             | Israël – Schotland                          | 2 – 1                                       | Nations League 2018/19                      |                                             |                                             |
| 6                                           | 14 oktober 2018                             | Schotland – Portugal                        | 1 – 3                                       | Vriendschappelijk                           |                                             |                                             |
| 7                                           | 17 november 2018                            | Albanië – Schotland                         | 0 – 4                                       | Nations League 2018/19                      |                                             |                                             |
| 8                                           | 20 november 2018                            | Schotland – Israël                          | 3 – 2                                       | Nations League 2018/19                      |                                             |                                             |
| 9                                           | 21 maart 2019                               | Kazachstan – Schotland                      | 3 – 0                                       | EK 2020 kwalificatie                        |                                             |                                             |
| 10                                          | 24 maart 2019                               | San Marino – Schotland                      | 0 – 2                                       | EK 2020 kwalificatie                        |                                             |                                             |
| 11                                          | 8 juni 2019                                 | Schotland – Cyprus                          | 2 – 1                                       | EK 2020 kwalificatie                        |                                             |                                             |
| 12                                          | 11 juni 2019                                | België – Schotland                          | 3 – 0                                       | EK 2020 kwalificatie                        |                                             |                                             |
| 13                                          | 16 november 2019                            | Cyprus – Schotland                          | 1 – 2                                       | EK 2020 kwalificatie                        |                                             |                                             |
| 14                                          | 19 november 2019                            | Schotland – Kazachstan                      | 3 – 1                                       | EK 2020 kwalificatie                        |                                             |                                             |
| 15                                          | 4 september 2020                            | Schotland – Israël                          | 1 – 1                                       | Nations League 2020/21                      |                                             |                                             |
| 16                                          | 7 september 2020                            | Tsjechië – Schotland                        | 1 – 2                                       | Nations League 2020/21                      |                                             |                                             |
| Als speler bij Nottingham Forest            |                                             |                                             |                                             |                                             |                                             |                                             |
| 17                                          | 15 november 2020                            | Slowakije – Schotland                       | 1 – 0                                       | Nations League 2020/21                      |                                             |                                             |
| 18                                          | 18 november 2020                            | Israël – Schotland                          | 1 – 0                                       | Nations League 2020/21                      |                                             |                                             |
| 19                                          | 31 maart 2021                               | Schotland – Faeröer                         | 4 – 0                                       | WK 2022 kwalificatie                        |                                             |                                             |
| 20                                          | 2 juni 2021                                 | Nederland – Schotland                       | 2 – 2                                       | Vriendschappelijk                           |                                             |                                             |
| 21                                          | 6 juni 2021                                 | Luxemburg – Schotland                       | 0 – 1                                       | Vriendschappelijk                           |                                             |                                             |
| 22                                          | 22 juni 2021                                | Kroatië – Schotland                         | 3 – 1                                       | EK 2020                                     |                                             |                                             |
| 23                                          | 1 september 2021                            | Denemarken – Schotland                      | 2 – 0                                       | WK 2022 kwalificatie                        |                                             |                                             |
| 24                                          | 15 november 2021                            | Schotland – Denemarken                      | 2 – 0                                       | WK 2022 kwalificatie                        |                                             |                                             |
| 25                                          | 8 juni 2022                                 | Schotland – Armenië                         | 2 – 0                                       | Nations League 2022/23                      | 40'                                         |                                             |
| 26                                          | 11 juni 2022                                | Ierland – Schotland                         | 3 – 0                                       | Nations League 2022/23                      |                                             |                                             |
| 27                                          | 21 september 2022                           | Schotland – Oekraïne                        | 3 – 0                                       | Nations League 2022/23                      |                                             |                                             |
| 28                                          | 24 september 2022                           | Schotland – Ierland                         | 2 – 1                                       | Nations League 2022/23                      |                                             |                                             |
| 29                                          | 16 november 2022                            | Turkije – Schotland                         | 2 – 1                                       | Vriendschappelijk                           |                                             |                                             |
| 30                                          | 12 oktober 2023                             | Spanje – Schotland                          | 2 – 0                                       | EK 2024 kwalificatie                        |                                             |                                             |
| 31                                          | 17 oktober 2023                             | Frankrijk – Schotland                       | 4 – 1                                       | Vriendschappelijk                           |                                             |                                             |
| 32                                          | 16 november 2023                            | Georgië – Schotland                         | 2 – 2                                       | EK 2024 kwalificatie                        |                                             |                                             |
| 33                                          | 19 november 2023                            | Schotland – Noorwegen                       | 3 – 3                                       | EK 2024 kwalificatie                        |                                             |                                             |
| Als speler bij FC Kopenhagen                |                                             |                                             |                                             |                                             |                                             |                                             |
| 34                                          | 3 juni 2024                                 | Gibraltar – Schotland                       | 0 – 2                                       | Vriendschappelijk                           |                                             |                                             |
| 35                                          | 7 juni 2024                                 | Schotland – Finland                         | 2 – 2                                       | Vriendschappelijk                           |                                             |                                             |
| 36                                          | 14 juni 2024                                | Duitsland – Schotland                       | 5 – 1                                       | EK 2024                                     |                                             |                                             |
| 37                                          | 19 juni 2024                                | Schotland – Zwitserland                     | 1 – 1                                       | EK 2024                                     |                                             |                                             |
| 38                                          | 23 juni 2024                                | Schotland – Hongarije                       | 0 – 1                                       | EK 2024                                     |                                             |                                             |
| Als speler bij Las Palmas                   |                                             |                                             |                                             |                                             |                                             |                                             |
| 39                                          | 5 september 2024                            | Schotland – Polen                           | 2 – 3                                       | Nations League 2024/25                      |                                             |                                             |
| 40                                          | 8 september 2024                            | Portugal – Schotland                        | 2 – 1                                       | Nations League 2024/25                      |                                             |                                             |
| 41                                          | 15 november 2024                            | Schotland – Kroatië                         | 1 – 0                                       | Nations League 2024/25                      |                                             |                                             |
| 42                                          | 6 juni 2025                                 | Schotland – IJsland                         | 1 – 3                                       | Vriendschappelijk                           |                                             |                                             |
| 43                                          | 9 juni 2025                                 | Liechtenstein – Schotland                   | 0 – 4                                       | Vriendschappelijk                           |                                             |                                             |

Bijgewerkt op 22 juli 2025.